# خليج البحرين
خليج البحرين هو خليج يقع في جنوب غرب بحر الخليج العربي بالقرب من الشواطئ الشرقية للمملكة العربية السعودية وشبه جزيرة قطر، ويحط خليج البحرين بـجزيرة البحرين.